# 0 A.D.
0 A.D. è un videogioco di strategia in tempo reale libero, open source, e multipiattaforma in fase di sviluppo da Wildfire Games, ed è disponibile per GNU/Linux, OpenBSD, Windows, e macOS. È un videogioco storico di guerra ed economia, incentrato sul periodo compreso tra il 500 a.C. e il 500 d.C. e mira ad essere un gioco completamente libero, pubblicando il motore grafico con licenza GNU GPL v2+ e contenuti artistici con licenza CC BY-SA.
Il gioco è in fase di sviluppo dal 2000, anche se il lavoro fattivamente è partito nel 2003. È in versione alpha (a gennaio 2025 è in versione alpha 27) e non vi è ancora una data ufficiale per la pubblicazione della versione definitiva.

## Storia
Il progetto 0 A.D. è partito nel 2001, e inizialmente consisteva in una gigantesca mod di conversione per Age of Empires II, intitolata Rome at War, con l'obiettivo di introdurre gli antichi Romani come popolazione giocabile. Il progetto, però, cambiò presto direzione, e nel 2002 diventò la realizzazione un videogioco completo ed indipendente, basato sulle idee del team.
Nel novembre del 2008 gli sviluppatori hanno confermato che il progetto sarebbe stato pubblicato come open source. Il 10 luglio 2009, la Wildfire Games ha pubblicato il codice sorgente di 0 A.D. sotto licenza GPL 2, e ha reso il contenuto artistico sotto licenza CC-BY-SA.
Attorno al 23 marzo 2010 vi erano circa 10-15 persone occupate nello sviluppo di 0 A.D., ma da quando il progetto è partito vi sono stati oltre 100 contributori.
Il 7 settembre 2012, con l'uscita della versione Alfa 11, sono stati introdotti alcuni codici per attivare i trucchi.

## Modalità di gioco
Le principali componenti di 0 A.D. rispecchiano le classiche caratteristiche di un videogioco strategico in tempo reale: il giocatore dovrà infatti accumulare risorse, costruire edifici, reclutare unità, ricercare tecnologie, espandersi e avanzare di età (in questo caso fasi cittadine, distinte in Villaggio, Cittadina e Città). Il gioco riguarda lo sviluppo economico e la guerra, con diverse età da sbloccare. La Wildfire Games punta a fornire un'esperienza che sia innovativa ma allo stesso tempo familiare, focalizzandosi per lo più sull'aspetto militare dei videogiochi strategici in tempo reale. Il gioco, che includerà diverse unità ed edifici specifici di ogni civiltà così come unità di terra e navali, sarà molto aderente alla storia e molto attento alla sua accuratezza, senza che questo influisca negativamente sull'esperienza di gioco. Si propone inoltre di avere un grande grado di rigiocabilità, dato che la realizzazione di mod è abbastanza semplice, e grazie anche alla formazione di una grande community online.
Sono presenti modalità sia in giocatore singolo che in multigiocatore. La funzionalità del multiplayer che è stata implementata è peer-to-peer ed è stato confermato che non ci sarà un server centrale. Inoltre, è possibile giocare uno scenario d'apprendistato, o visitare un manuale, un albero delle strutture e una panoramica delle civiltà, delle reliquie (o catafalchi) e delle mappe.

### Civiltà

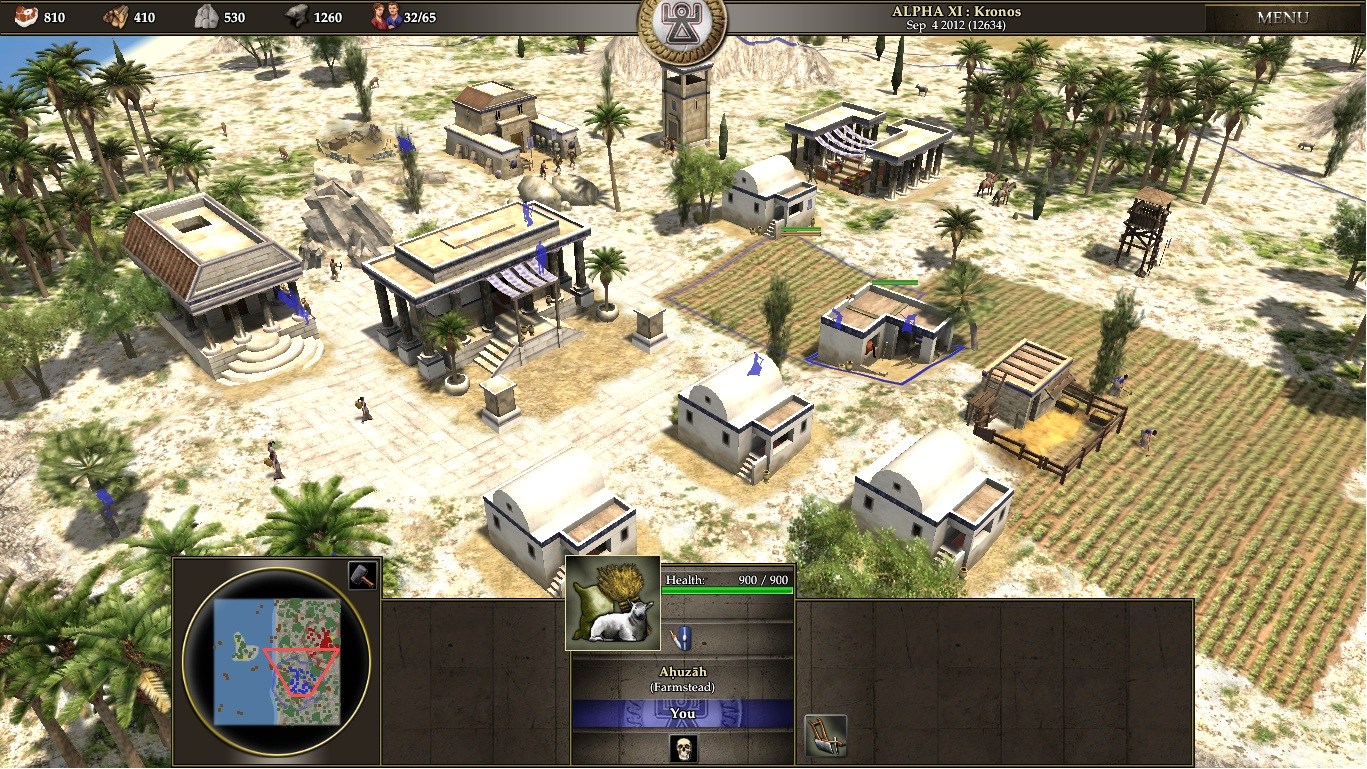
Schermata del gioco con una città cartaginese nella versione Alpha XI Kronos.

0 A.D. permetterà al giocatore di controllare una qualsiasi delle civiltà dell'antichità a disposizione:
- Greci: una delle due civiltà iniziali, condividono edifici robusti, trireme resistenti, tecnologie più economiche e la classica e tipica formazione a falange, letale soprattutto negli attacchi frontali. A partire dalla versione Alpha 10-Jhelum, gli Ellenici si dividono in 3 fazioni: Atene, Sparta e Macedonia.
  - Ateniesi: possiedono una forte cultura, grazie alla possibilità di costruire edifici con caratteristiche uniche come il teatro, il Prythaneion e il ginnasio. Inoltre la flotta ateniese è la più potente tra quelle della Grecia. I loro eroi sono Ificrate, Pericle e Temistocle, tutti fanti con lancia.
  - Spartani: hanno la fanteria meno varia tra i popoli ellenici e non possono costruire mura, ma sono i migliori a usare la fanteria nella formazione a falange, e dispongono anche del Syssition, ovvero la mensa militare, dove si reclutano gli Spartiati, l'unità di fanteria con lancia più forte del gioco. I loro eroi sono Agide III, Brasida e Leonida I, tutti fanti con lancia.
  - Macedoni: possiedono un esercito vario e completo, la cui fanteria è in grado di disporsi nella tipica formazione a falange macedone detta syntagma. Possiedono anche l'Elepoli, una gigantesca torre d'assalto a più piani in legno all'interno della quale possono disporsi un gran numero di arcieri. I loro eroi sono Filippo II, Alessandro III e Demetrio I.
- Celti: la seconda delle civiltà iniziali, sono eccellenti nel combattimento corpo a corpo, ma hanno unità navali e d'assedio scarsi. Le loro costruzioni sono principalmente in legno, che sono veloci ed economiche da costruire, ma anche meno resistenti degli equivalenti edifici in pietra. A partire dalla versione Alpha 11-Kronos sono divisi in Britannia e Gallia.
  - Britanni: dispongono di cani da caccia, arcieri su carri da guerra e potenti spadaccini a lama lunga, e dalla versione Alpha 21-Ulysses anche del Crannóg, un porto rinforzato che funge da centro civico costiero. I loro eroi sono Boadicea, Carataco e Cunobelino.
  - Galli: possono edificare la Gristmill (un granaio), sono l'unica fazione in grado di reclutare i Gesati, ossia i fanatici con lancia, e possiedono la migliore fanteria e cavalleria tra i Celti. I loro eroi sono Brenno, Viridomaro e Vercingetorige.
- Iberi: introdotti in Alpha 5-Edetania, si contraddistinguono per la fanteria più rapida sia nei movimenti sia nel tiro, in particolare i frombolieri Balearici. Le unità campione a cavallo sono in grado di tirare anche proiettili infuocati, efficaci contro qualsiasi tipologia di struttura, mentre l'acciaio di Toledo ricercabile nella Forgia garantisce ai guerrieri un miglior armamentario in metallo. Come se non bastasse, la loro cavalleria è la più economica, e i loro guerrieri élite possono causare gravi danni anche in inferiorità numerica. I loro eroi sono Caros, Vindibale e Viriato.
- Cartaginesi: apparsi per la prima volta in Alpha 7-Geronium, possiedono la flotta più potente del gioco e la migliore abilità commerciale, una doppia fila di mura non disponibile alle altre fazioni, e un esercito composto da costosi mercenari della Libia, della Numidia e della Mauritania. Dispongono anche di tre tipi di ambasciate: quella iberica, quella gallica e quella italica (in principio potevano costruirne solo due, non necessariamente dello stesso tipo). Le loro migliori unità sono gli elefanti da guerra e il Battaglione sacro (di Baal per la fanteria, e di Astarte per la cavalleria). I loro tre eroi sono Annibale, Maarbale e Amilcare Barca.
- Persiani: comparsi per la prima volta nella versione 8-Haxamanis, sono la civiltà più cosmopolita, e possono arruolare una grande varietà di truppe dalle loro satrapie, come arcieri sogdiani cavalleggeri medi, giavellottisti ausiliari anatolici, arcieri a cavallo iraniani, lancieri a cavallo cappadoci e carri falcati babilonesi. Le loro unità di fanteria sono deboli e poco equipaggiate, ma possono essere ammassate in grossa quantità. La loro cavalleria è la più forte (ma anche la più costosa) del gioco, e i Persiani sono l'unica civiltà a poter disporre di qualunque tipo di unità a cavallo. I loro edifici sono anche i più resistenti nel gioco, e dispongono anche di una tecnologia che aumenta la loro resistenza al prezzo di maggior tempo di costruzione; dalla versione Alpha 26 dispongono di una ghiacciaia, che dona lenti ma costanti introiti in cibo. I loro eroi sono Ciro II, Dario I e Serse I.
- Romani: questa versione repubblicana dei Romani, apparsa per la prima volta nella versione Alpha 9-Ides of March, è in grado di addestrare la fanteria con spada più forte del gioco, gli Hastati, e di assemblare le migliori macchine da assedio. I Romani possono anche costruire muri d'assedio in territorio neutrale e nemico per circondare le città nemiche. I loro 3 eroi sono tutti spadaccini di cavalleria, e sono Publio Cornelio Scipione, Marco Claudio Marcello e Quinto Fabio Massimo.
- Indiani Maurya: l'impero Maurya, regnante sull'India, è stata una civiltà in fase di sviluppo fino alle ultime versioni del gioco prima di Alpha 13-Magadha, dove compie il suo esordio. I Maurya possono disporre di 3 tipi di elefanti: uno da guerra, uno guidato da un arciere e uno da lavoro che assiste nella costruzione e funge anche da magazzino mobile (ma non raccoglie risorse). Inoltre hanno accesso a 4 unità campione, invece delle 2 delle altre civiltà, tra cui i carri da guerra e le donne guerriere, e tramite un'apposita tecnologia, possono anche catturare elefanti Gaia (cioè appartenenti a nessuna fazione - non ancora implementato). I loro arcieri possiedono la maggiore gittata del gioco (a disposizione tramite un potenziamento acquistabile nella caserma). Infine, il loro limite di popolazione assoluto aumenta del 10%, come per i Persiani (per esempio, invece di 300, i Maurya avranno una popolazione massima assoluta di 330). I loro eroi sono Acharya Chanakya, Chandragupta Maurya e Ashoka il Grande.
- Tolemaici: sono la trentatreesima ed ultima dinastia d'Egitto e uno dei Diadochi nati dopo la morte di Alessandro Magno, e compaiono nella versione Alpha 15-Osiris. Dispongono di varie tecnologie di agricoltura, il che migliora la raccolta di cibo, e di una varietà di mercenari. Dopo il centro civico iniziale, sarà possibile costruirne altri solo dopo aver reclutato un eroe, reclutabile direttamente da essi a partire dalla Fase Città; in compenso, si potranno costruire degli avamposti militari, un poco deboli ma abbastanza economici. I Tolemaici possono anche catturare elefanti e cammelli appartenenti a Gaia (cioè neutrali - non ancora implementato). I loro tre eroi sono Tolomeo I, Tolomeo IV e Cleopatra VII.
- Seleucidi: sono il più largo regno nato dopo la morte di Alessandro Magno, ed esordiscono nella versione Alpha 16-Patañjali. Come i Tolemaici, dopo il centro civico iniziale, sarà possibile costruirne altri solo dopo aver reclutato un eroe, reclutabile direttamente da essi una volta giunti alla fase Città, ma in compenso, si potranno costruire degli avamposti militari, un poco deboli ma abbastanza economici; sempre dalla loro apposita fortezza, è possibile scegliere se mantenersi all'esercito tradizionale (sbloccando i Carri falcati e i Picchieri dallo Scudo Argentato) oppure riformarlo (sbloccando lo Spadaccino Romanizzato e il Catafratto Seleucida). I loro eroi sono Seleuco I, Antioco III e Antioco IV.
- Kushiti: sono un antico regno africano situato tra il Nilo blu, il Nilo bianco e il fiume Atbara in quella che è ora la repubblica del Sudan, ed esordiscono nella versione Alpha 23-Ken Wood. Il regno di Kush inizia ogni partita con l'aggiunta di un sacerdote curatore, e possiede una particolare tipologia di edifici, ossia le loro esclusive piramidi (che aumentano l'influenza dei centri città del 10%, ma il prezzo di costruzione di una nuova aumenta per ogni piramide costruita in precedenza) e il Grande Tempio di Amon (che diminuisce la salute degli eroi ma consente il reclutamento di nuove e più potenti unità e nuove tecnologie). Possiedono una vasta scelta di unità da reclutare, tra cui possenti elefanti e torri d'assedio e persino due tipologie di unità inedite, ossia il soldato con la mazza e il razziatore del deserto, e dal tempio possono reclutare la Guardia del tempio di Meroe, una forte unità campione in grado di infliggere danni bonus contro le unità campione nemiche. I loro eroi sono Nastasen, Amanirenas e Arakamani.
- Cinesi Han: già in sviluppo nelle versioni precedenti come parte della mod Rise of the East (poi evolutasi in Terra Magna) e in seguito inclusa nella mod Delenda Est, la civiltà cinese degli Han fa parte del gioco effettivo a partire dalla versione Alpha 26-Zhuangzi. GLi Han possiedono mura resistenti (come i Cartaginesi e gli Ateniesi), un limite maggiore di popolazione (come i Maurya e i Persiani) e numerose tecnologie che migliorano l'irrigazione, le statistiche delle mura cittadine, l'edilizia e il commercio, ma soprattutto la tecnologia L'arte della guerra, che diminuisce l'esperienza minima per salire di livello. Tra le unità disponibili troviamo anche i balestrieri, appiedati e a cavallo, ma anche i ministri, reclutabili nel Ministero imperiale e capaci di migliorare l'efficienza delle unità e strutture vicine e donano introiti lenti ma costanti per tutte le risorse, introiti che aumentano col numero di ministri reclutati. I loro eroi sono Han Xin, Liu Bang e Wei Qing.

## Cronologia delle versioni
| Versione | Versione | Nome          | Data di pubblicazione               | Caratteristiche |
| -------- | -------- | ------------- | ----------------------------------- | --- |
| Pre-Alfa | 1        |               | 2 aprile 2010                       | [ 18 ] [ 19 ] |
| Pre-Alfa | 2        |               | 12 giugno 2010                      | [ 20 ] [ 21 ] |
| Pre-Alfa | 3        |               | 11 luglio 2010                      | [ 21 ] [ 22 ] |
| Alfa     | 1        | Argonaut      | 16 agosto 2010                      | Prima versione Alfa giocabile |
| Alfa     | 2        | Bellerophon   | 20 ottobre 2010                     | Condizioni di vittoria, nebbia di guerra, raggruppamento unità e nuova interfaccia grafica utente. |
| Alfa     | 3        | Cerberus      | 11 dicembre 2010                    | Introdotte le statistiche di partita, e i guerrieri possono conquistare gli edifici. |
| Alfa     | 4        | Daedalus      | 12 marzo 2011                       | Intelligenza Artificiale migliorata previa prima e nuova Alfa. |
| Alfa     | 5        | Edetania      | 20 maggio 2011                      | Entrano per la prima volta in gioco gli Iberi, più un nuovo generatore di mappe casuali. |
| Alfa     | 6        | Fortuna       | 10 luglio 2011                      | Introdotti nuovi comandi delle unità. |
| Alfa     | 7        | Geronium      | 17 settembre 2011                   | I Cartaginesi entrano in gioco. Nuove caratteristiche: design di territorio migliorato, nuovo design del menu principale, molti nuovi brani musicali, e nuove mappe. |
| Alfa     | 8        | Haxāmaniš     | 23 dicembre 2011                    | I Persiani sono la nuova civiltà nel gioco. Nuove caratteristiche di gioco: supporto per salvataggio e caricamento partita, supporto di riconnessione multigiocatore, IA migliorata, e 3 nuovi brani musicali. |
| Alfa     | 9        | Ides of March | 15 marzo 2012                       | Entrano per la prima volta i Romani. Nuove caratteristiche di gioco: sistema di scambio, nuovo sistema di battaglia, IA migliorata, nuove mappe casuali, e nuove animazioni. |
| Alfa     | 10       | Jhelum        | 16 maggio 2012                      | Gli Ellenici si dividono in Ateniesi, Spartani e Macedoni. Nuove caratteristiche di gioco: nuove tecnologie base, mura costruibili anche trascinando il mouse, cura, effetti spettacolari, e nuove opzioni grafiche. |
| Alfa     | 11       | Kronos        | 7 settembre 2012                    | I Celti si dividono in Britanni e Galli. Porte nelle mura e nuova grafica. |
| Alfa     | 12       | Loucetios     | 17 dicembre 2012                    | Nuove caratteristiche di gioco: diplomazia, unità d'assedio capaci di assemblarsi e smontarsi, ordini di formazione, Eroi, possibilità di uccidere animali domestici con le armi da mischia, tasti di scelta rapida per le unità, nuove opzioni di inizio partita, e 5 nuove mappe casuali. |
| Alfa     | 13       | Magadha       | 2 aprile 2013                       | Fanno la loro comparsa gli Indiani Maurya. Migliorate l'Intelligenza Artificiale, l'interfaccia e le animazioni delle strutture. Nuove caratteristiche di gioco: livelli di difficoltà, comando attacco in movimento, nuove musiche e effetti ambientali. Introdotto anche il Supporto per le Mod ed un nuovo debugger JavaScript |
| Alfa     | 14       | Naukratis     | 4 settembre 2013                    | Nuovo edificio, ovvero la fucina; migliorate le fattorie; armature esponenziali; stato di salute più realistico; guadagno commerciale condiviso con gli alleati; unità da tiro migliorate. |
| Alfa     | 15       | Osiris        | 24 dicembre 2013                    | Nuove caratteristiche di gioco come lobby multiplayer e Aure degli eroi, comparsa degli Egizi Tolemaici, e nuove mappe per Schermaglia |
| Alfa     | 16       | Patañjali     | 17 maggio 2014                      | Entrano in scena i Seleucidi, presente una traduzione in varie lingue (catalano, ceco, olandese, inglese, francese, galego, tedesco, italiano, portoghese, gaelico e spagnolo), nuove animazioni per formazioni come la testudo romana o la syntagma per macedoni, tolemaici e seleucidi, nuovo allarme che permette alle unità di rifugiarsi all'interno degli edifici, nuova condizione di vittoria (Meraviglia, ossia vince chi costruisce una Meraviglia e la mantiene per almeno cinque minuti) e menu revisionati o estesi. |
| Alfa     | 17       | Quercus       | 12 ottobre 2014                     | Le unità possiedono punti forza migliorati e possono anche presidiare mura. Nuovo sistema di eventi, una nuova mappa casuale e una di schermaglia, e nuova gestione di mod. È inoltre possibile visualizzare i profili degli altri giocatori, con le loro statistiche globali. |
| Alfa     | 18       | Rhododactilos | 13 marzo 2015                       | Nuova modalità di gioco "Nomade" (soltanto cittadini all'inizio), introdotto l'albero tecnologico, nuovi edifici per i Seleucidi, e prestazioni migliorate. |
| Alfa     | 19       | Syllepsis     | 26 novembre 2015                    | Replay, orientamento migliorato, tregue, tre nuove mappe schermaglia, possibilità di conquistare/catturare edifici e macchine da guerra, e di coordinare gli attacchi ai nemici tramite gli alleati, e una nuova condizione di vittoria (Conquista Strutture, ossia la conquista o la distruzione tutte le strutture nemiche). Inoltre, il Faro tolemaico può visualizzare le superfici costiere dell'intera mappa. |
| Alfa     | 20       | Timosthenes   | 31 marzo 2016                       | Otto nuove mappe, menu riprogettati, tecnologie capaci di annullare il raggio minimo delle torri e di usare i magazzini degli alleati, possibilità di saccheggiare risorse portate dai nemici uccisi, e lobby migliorati nel multiplayer. |
| Alfa     | 21       | Ulysses       | 8 novembre 2016                     | Unità ed edifici aggiornabili (ad esempio le Torri di Sentinella possono diventare Torri di Difesa), revisione dei Seleucidi con nuovi modelli delle strutture (stessa cosa per Fortezza e Taverna galliche e Colonia Militare tolemaica), nuova condizione di vittoria (Regicidio/Eroicidio, dove perde la partita chi perde il proprio eroe), nuova modalità di gioco (Ultimo in piedi, con alleanze temporanee fino a che non rimane una sola squadra e alla fine solo un giocatore, valido per tutte le condizioni di vittoria), Tempio di Vesta per i Romani e Porte di Ishtar per i Persiani, funzionalità di sentinelle, e nuove mappe (undici casuali e due di schermaglia). |
| Alfa     | 22       | Venustas      | 26 luglio 2017                      | Grafica e IA migliorate, nuovo tutorial, dodici nuove mappe, due nuovi brani musicali, una nuova condizione di vittoria (Reliquie), Aura dell'Eroe, bonus di squadra, grafici nella schermata dei risultati, e introduzione dello spionaggio (consente di corrompere temporaneamente un'unità mercantile avversaria pagando una certa quantità di metallo). |
| Alfa     | 23       | Ken Wood      | - 17 maggio 2018 - 23 dicembre 2018 | Fa la sua comparsa una nuova fazione, i Kushiti. Nuove caratteristiche: possibilità di combinare condizioni di vittoria diverse (regicidio, meraviglia e conquista), modalità "Nomade" implementata in tutte le mappe casuali, colori diplomatici, visualizzazione tiro a distanza, sette nuove mappe, danni da distruzione, autenticazione del lobby per impedire false identità, e possibilità di vedere informazioni su unità ed edifici durante il gioco. Questa versione Alpha 23 è stata poi ridistribuita dopo la riparazione di alcuni bug (compresi quelli ai lobby) e la risoluzione di vari problemi legali e di sicurezza. |
| Alfa     | 24       | Xšayāršā      | 20 febbraio 2021                    | Ribilanciamento delle civiltà, che ora dispongono anche di caserme, scuderie e fabbriche di macchine d'assedio separate; gli eroi sono addestrabili una volta sola per partita; introdotte le voci per le unità persiane e kushite nelle loro lingue; i cittadini donna e soldato possono ora costruire tutte le strutture; le fortezze non addestrano più soldati, e mantengono quindi il loro status difensivo e territoriale; è possibile usare il tasto Ctrl per incollare edifici in costruzione ad altri edifici; popolazione mondiale ridistribuita tra i giocatori; possibilità di sfogliare le mappe; introduzione panoramica dei Catafalchi (ovvero le reliquie); le unità presentano nuovi modelli e animazioni; sette nuove mappe (Valli dell'Atlante, Vesuvio, Odeska Bog giorno e notte, Butte di Sahyadri, Fattoria, Sentiero Temperato e Costa Oceanica). |
| Alfa     | 25       | Yaunā         | 8 agosto 2021                       | Pathfinding migliorato, nuovo ribilanciamento delle civiltà, coda automatica per le unità, segnale per le mappe, nuove opzioni grafiche, miglioramenti dell'interfaccia, nuovi biomi (tra cui l'Isola di Meroe), ristrutturazione degli ordini (è ora possibile spostare i nuovi ordini nelle code di produzione), quattro nuove mappe (Crocodilopoli, Mileto, Alipiani gallici e Scogliere bianche di Dover), e nuovo supporto d'interfaccia campagna, che consente di creare e modificare le proprie campagne. |
| Alfa     | 26       | Zhuāngzǐ      | 24 settembre 2022                   | Appare una nuova fazione, la Cina della dinastia Han. Due nuove mappe, aggiungibili anche nelle campagne (Bacino del Tarim e Yangtze), miglioramento di alcune mappe esistenti (come l'Acropoli 1v1 e l'Istmo di Corinto), accelerazione delle unità, stendardi sulle formazioni, che hanno anche un movimento migliorato, miglioramenti all'interfaccia e alle prestazioni nell'editor Atlas, 26 nuovi brani musicali, nuovi disegni, e icone minimappa per Centri cittadini, Meraviglie e Reliquie. |
| Alfa     | 27       | Agni          | 30 gennaio 2025                     | La nuova versione presenta il nuovo renderer Vulkan, aggiorna l'interfaccia utente e introduce nuove posizioni iniziali per alcune mappe, una pagina dei suggerimenti e la possibilità di caricare partite multigiocatore. Viene inoltre riqualificato il combattimento navale, con navi standard che sparano frecce, d'assedio o da speronamento. Introdotte tre nuove mappe casuali (già presenti anche nelle demo) e una nuova mappa schermaglia, l'Istmo di Corinto, e aggiornate due schermaglie. |

## Lista brani musicali attuale
Al momento sono presenti ben 32 brani musicali, più altri tre futuri. È possibile scaricare l'intera colonna sonora dal sito ufficiale del gioco. Alcune mod aggiungono anche altre musiche.
1. Honor Bound (menu principale) - 02:46
2. The Road Ahead - 05:05
3. Elysian Fields - 05:22
4. Peaks of Atlas - 02:58
5. Tale of Warriors - 02:44
6. Forging a City-State - 03:31
7. Highland Mist - 03:58
8. Ammon-Ra - 02:37
9. Water's Edge - 03:08
10. Helen Leaves Sparta - 04:19
11. In the Shadow of Olympus - 04:05
12. Sands of Time - 04:12
13. An Old Warhorse Goes to Pasture - 03:23
14. Sunrise - 01:26
15. First Sighting - 01:49
16. Juno Protect You - 04:09
17. Cisalpine Gaul - 02:54
18. Valley of the Nile - 01:56
19. Celtica - 03:01
20. The Hellespont - 02:08
21. Mediterranean Waves - 04:27
22. Harvest Festival - 03:41
23. Tavern in the Mist - 02:36
24. Rise of Macedon - 04:00
25. Celtic Pride - 03:15
26. Karmic Influence - 01:46
27. Harsh Lands Rugged People - 02:33
28. Eastern Dreams - 03:49
29. Land Between the Two Seas - 02:11
30. Elusive Predator - 02:57
31. Calm Before the Storm - 02:22
32. Dried Tears (Sconfitta) - 01:23
33. Main Theme (bonus) - ?
34. Main Theme (versione 8 bit) - ?
35. Roman Battle - ?

## Accoglienza
Nel 2008 0 A.D. è stato votato nella top 100 dei migliori Mod Indie dell'anno (non era ancora uscita la pre-alfa). Nel 2009, oltre che a ricevere lo stesso risultato di voto nella classifica, si è classificato terzo nella classifica Player's Choice Upcoming Indie tra i Giochi dell'Anno. Nel 2010 si è qualificato tra i migliori Indie in produzione dell'anno, e nel 2012 vi si è classificato secondo. Nel giugno 2012 è stato votato come progetto SourceForge del mese.

## Mod
Com'è naturale per progetti in open-source, il gioco presenta anche varie mod.
| Titolo mod                      | Testo del titolo |
| ------------------------------- | --- |
| Terra Magna                     | In origine Rise of the East, questa mod, già disponibile per la versione Alfa 21, ha incluso la Dinastia Han, rappresentante i Cinesi, e in seguito i Zapotechi e gli Xiongnu. La mod è stata poi assorbita da Delenda Est. |
| Millennium A.D.                 | Questa mod è ambientata nel Medioevo, e include Carolingi, Bizantini, Anglo-sassoni, Norreni, Rus' e Omayyadi come fazioni giocabili. |
| Ponies Ascendant                | Nata nel 2014 e inclusa a partire dalla versione Alfa 23, questa mod include i Pegasi, gli Unicorni e i Pony terrestri. |
| Delenda Est                     | Include nuovi bilanciamenti delle unità, un nuovo albero tecnologico con nuove tecnologie uniche, Caserme separate in Caserme di fanteria e Poligoni di tiro, nuove strutture (ovvero la Statua del Culto, il Venditore al Mercato, la Scuderia e il Laboratorio d'assedio, poi edificio indipendente nel gioco ufficiale), otto nuove fazioni (Cinesi Han poi introdotti nel gioco ufficiale, Romani principati, Epiroti, Tebani, Sciti, Xiongnu, Suebi e Zapotechi, più gli Unni e i Goti per la prossima Alfa 27), nuove mappe, campi mercenari conquistabili con nuove unità mercenarie, due nuove risorse (la Gloria e la Valuta), una nuova quarta fase (la Fase Imperiale, Empire Phase), possibilità di scegliere un eroe all'inizio della partita e molto altro ancora. |
| Aristeia Age of Bronze          | Pacchetto di civiltà che include gli Egiziani Saitici, gli Achei, gli Assiri e i Giudaici divisi |
| Hyrule Conquest                 | Conversione totale del gioco ambientata nel mondo di The Legend of Zelda e attualmente nella versione 0.14. |
| Oniversalis: Age of Exploration | Conversione totale del gioco ambientata nell'epoca delle scoperte, ancora in fase di produzione. |